# تک‌تیرانداز: پایان آدمکش
تک‌تیرانداز: پایان آدمکش (به انگلیسی: Sniper: Assassin's End) یک فیلم اکشن آمریکایی محصول سال ۲۰۲۰ به کارگردانی کار اندروز با بازی چاد مایکل کالینز، تام برنگر و سایاکا آکیموتو است. این فیلم هشتمین قسمت از سری فیلم‌های تک‌تیرانداز و دنباله‌ای بر فیلم تک‌تیرانداز: کشتار نهایی (۲۰۱۷) می‌باشد.
این فیلم در ۱۶ ژوئن ۲۰۲۰ برای پلتفرم‌های بلوری، دی وی دی و دیجیتال منتشر شد.

## داستان
براندون بکت، تک تیرانداز عملیات ویژه، به عنوان مظنون اصلی قتل یک مقام خارجی در آستانه امضای یک توافقنامه تجاری برجسته با ایالات متحده تعیین می‌شود. بکت که به سختی از مرگ فرار می‌کند، متوجه می‌شود که ممکن است یک عامل تاریک در داخل دولت کار کند و با تنها فردی که می‌تواند به او اعتماد کند، یعنی پدرش، گروهبان اسنایپر افسانه ای، شریک می‌شود.